# 桜の季節 (ATSUSHIの曲)
「桜の季節」（さくらのきせつ）は、EXILE ATSUSHIの楽曲である。2014年12月3日にrhythm zoneから発売されたアルバム『Love Ballade』に収録された後、2015年2月4日に7作目のシングルとして発売された。作詞作曲はATSUSHIとマシコタツロウの共作で、編曲は中野雄太が手がけた。楽曲は、「第81回NHK全国学校音楽コンクール」中学校の部の課題曲として書き下ろされ、NHK『みんなのうた』の8〜9月度の新曲にも採用された。
シングルは、オリコン週間シングルランキングで最高位3位、Billboard Japan Top Singles Salesで最高位16位を獲得。Billboard Japan Hot 100では最高位25位を獲得。

## 背景・リリース
2014年5月31日、NHK『みんなのうた』の8〜9月度の新曲ラインナップに、「桜の季節」が採用されたことを発表。「桜の季節」は、「第81回NHK全国学校音楽コンクール」中学校の部の課題曲として書き下ろされた楽曲で、ATSUSHIは自身の中学時代を思い出しながら楽曲を書いた。卒業ソングとなっており、楽曲には「卒業」という不安な時期に、勇気と希望を持って未来へ進んでほしいという思いが込められている。
2014年10月13日にNHKホールで開催された『NHK全国学校音楽コンクール』に出演し、中学校の部で約500人の中学生とともに「桜の季節」を歌唱。同コンクールで、ATSUSHIは本作について中学生が歌う『桜の季節』には、いつも心震わされます。多くの不安を抱えながらも、前向きに進もうとする中学生たちをこの歌で後押しできたらうれしいですとコメントした。
2014年11月6日にrhythm zoneからアルバム『Love Ballade』が発売され、「桜の季節」は「Precious Love」と「道しるべ -Orchestra Ver. -」の間の8曲目に収録された。2015年1月14日に「卒業生に贈るメモリアルシングル」として2月4日に発売することを発表。シングルリリースの経緯について、思春期の気持ちを素直に表現した歌詞に、感動の声が多く寄せられたことがきっかけであると説明されている。シングルは「CD+DVD」と「CD」の2形態でのリリースで、NHK東京児童合唱団による合唱バージョンとオルゴールバージョンも収録され、DVDには『第81回NHK全国学校音楽コンクール』の映像を使用したドキュメント・ムービーとミュージック・ビデオが収録された。『CDジャーナル』は、EXILE帯同を一時外れたことで、R&Bシンガーから思いを届ける“伝い手”として進化したATSUSHIの息遣いを感じると評している。その後、2019年4月30日に発売されたベストアルバム『TRADITIONAL BEST』にも収録された。

## シングル収録曲
| 全作詞・作曲: ATSUSHI、マシコタツロウ。 |                                            |                          |                          |                              |      |
| #                                       | タイトル                                   | 作詞                     | 作曲・編曲               | 編曲                         | 時間 |
| 1.                                      | 「桜の季節」                               | ATSUSHI、 マシコタツロウ | ATSUSHI、 マシコタツロウ | 中野雄太                     | 5:23 |
| 2.                                      | 「桜の季節 -合唱Ver.-」(NHK東京児童合唱団) | ATSUSHI、 マシコタツロウ | ATSUSHI、 マシコタツロウ | 加藤昌則（コーラスアレンジ） | 4:44 |
| 3.                                      | 「桜の季節 -オルゴールVer.-」              | ATSUSHI、 マシコタツロウ | ATSUSHI、 マシコタツロウ |                              | 5:26 |
| 4.                                      | 「桜の季節 (Instrumental)」                | ATSUSHI、 マシコタツロウ | ATSUSHI、 マシコタツロウ |                              | 5:20 |
| 合計時間:                               | 合計時間:                                  | 合計時間:                | 20:53                    |                              |      |

| #  | タイトル                   | 作詞 | 作曲・編曲 |
| -- | -------------------------- | ---- | ---------- |
| 1. | 「桜の季節 (Document)」    |      |            |
| 2. | 「桜の季節 (Music Video)」 |      |            |

## 演奏参加者
※出典
- Strings : Yuko Kajitani Strings
- Piano : Yuta Nakano
- A.Guitar : Ryota Akizuki
- Bass : Kenji Sano
- Drums : FUYU

## チャート成績
| チャート (2015年)    | 最高位 |
| -------------------- | ------ |
| 日本 (Japan Hot 100) | 25     |
| 日本 (オリコン)      | 3      |

## カバー・バージョン
マシコタツロウは、2018年11月7日に発売したミニアルバム『メロディ至上主義』で、本作をセルフカバーした。